# Cachoeira Salto Maciel
A Cachoeira Salto Maciel é uma queda-d'água, localiza-se à 40 km do centro da cidade, Tangará da Serra, no estado brasileiro do Mato Grosso. A cachoeira é formada pelo Rio Sepotuba com sequência de corredeiras entre rochas. Possui 4 metros de altura, onde é possível tomar banho na cachoeira e contemplar de perto esta beleza natural.